# Episodi di Star Wars: Clone Wars
Gli episodi della serie televisiva Star Wars: Clone Wars sono stati trasmessi negli Stati Uniti per la prima volta su Cartoon Network dal 7 novembre 2003 al 25 marzo 2005 nell'arco di tre stagioni.
| n°               | Titolo originale | Titolo italiano | Prima TV USA     | Prima TV Italia |
| Prima stagione   | Prima stagione   | Prima stagione  | Prima stagione   | Prima stagione  |
| ---------------- | ---------------- | --------------- | ---------------- | --------------- |
| 1                | Chapter 1        | Capitolo 1      | 7 novembre 2003  | 2003            |
| 2                | Chapter 2        | Capitolo 2      | 10 novembre 2003 | 2003            |
| 3                | Chapter 3        | Capitolo 3      | 11 novembre 2003 | 2003            |
| 4                | Chapter 4        | Capitolo 4      | 12 novembre 2003 | 2003            |
| 5                | Chapter 5        | Capitolo 5      | 13 novembre 2003 | 2003            |
| 6                | Chapter 6        | Capitolo 6      | 14 novembre 2003 | 2003            |
| 7                | Chapter 7        | Capitolo 7      | 17 novembre 2003 | 2003            |
| 8                | Chapter 8        | Capitolo 8      | 18 novembre 2003 | 2003            |
| 9                | Chapter 9        | Capitolo 9      | 19 novembre 2003 | 2003            |
| 10               | Chapter 10       | Capitolo 10     | 20 novembre 2003 | 2003            |
| Seconda stagione |                  |                 |                  |                 |
| 1                | Chapter 11       | Capitolo 11     | 26 marzo 2004    | 2004            |
| 2                | Chapter 12       | Capitolo 12     | 29 marzo 2004    | 2004            |
| 3                | Chapter 13       | Capitolo 13     | 30 marzo 2004    | 2004            |
| 4                | Chapter 14       | Capitolo 14     | 31 marzo 2004    | 2004            |
| 5                | Chapter 15       | Capitolo 15     | 1º aprile 2004   | 2004            |
| 6                | Chapter 16       | Capitolo 16     | 2 aprile 2004    | 2004            |
| 7                | Chapter 17       | Capitolo 17     | 5 aprile 2004    | 2004            |
| 8                | Chapter 18       | Capitolo 18     | 6 aprile 2004    | 2004            |
| 9                | Chapter 19       | Capitolo 19     | 7 aprile 2004    | 2004            |
| 10               | Chapter 20       | Capitolo 20     | 8 aprile 2004    | 2004            |
| Terza stagione   |                  |                 |                  |                 |
| 1                | Chapter 21       | Capitolo 21     | 21 marzo 2005    | 2005            |
| 2                | Chapter 22       | Capitolo 22     | 22 marzo 2005    | 2005            |
| 3                | Chapter 23       | Capitolo 23     | 23 marzo 2005    | 2005            |
| 4                | Chapter 24       | Capitolo 24     | 24 marzo 2005    | 2005            |
| 5                | Chapter 25       | Capitolo 25     | 25 marzo 2005    | 2005            |

## Capitolo 1
- Titolo originale: Chapter 1
- Diretto da: Dženndi Tartakovskij

### Trama
Tre mesi dopo la battaglia di Geonosis, le Guerre dei Cloni impazzano in tutta la galassia. Ad Obi-Wan Kenobi viene dato il compito di guidare l'assalto su Muunilinst mentre Anakin Skywalker ottiene il comando delle forze spaziali. Anakin dice addio alla moglie segreta, la senatrice Amidala.

## Capitolo 2
- Titolo originale: Chapter 2
- Diretto da: Dženndi Tartakovskij

### Trama
Gli ARC Trooper di Obi-Wan sono stati abbattuti sopra la capitale di Muunilinst quando l'assalto al pianeta del Clan Bancario ha inizio.

## Capitolo 3
- Titolo originale: Chapter 3
- Diretto da: Dženndi Tartakovskij

### Trama
Immobilizzati dal fuoco dei droidi separatisti, gli ARC Trooper devono fare uso di tutto l'addestramento per raggiungere il loro obiettivo.

## Capitolo 4
- Titolo originale: Chapter 4
- Diretto da: Dženndi Tartakovskij

### Trama
Mentre la battaglia di Muunilinst infuria nello spazio così come sulla terra, il capo del Clan Bancario San Hill ordina a Durge ed i suoi droidi di difendere la città.

## Capitolo 5
- Titolo originale: Chapter 5
- Diretto da: Dženndi Tartakovskij

### Trama
Su Mon Cala, Kit Fisto e suoi soldati SCUBA devono difendere il consiglio Calamari contro i droidi Manta dell'esercito dei Quarren, alleati con i Separatisti. I cavalieri Mon Calamari, a cavallo del Keelkana, aiuteranno nella battaglia la Repubblica.

## Capitolo 6
- Titolo originale: Chapter 6
- Diretto da: Dženndi Tartakovskij

### Trama
Il Conte Dooku arriva su Rattatak per osservare le lotte dei gladiatori presso il "Calderone". Una donna sensibile alla Forza batte ogni avversario in Arena e sostiene di essere un Sith.

## Capitolo 7
- Titolo originale: Chapter 7
- Diretto da: Dženndi Tartakovskij

### Trama
Dooku sottopone Asajj Ventress ad un test con la spada laser prima di inviarla, su ordine di Darth Sidious, ad eliminare il Jedi Anakin Skywalker.

## Capitolo 8
- Titolo originale: Chapter 8
- Diretto da: Dženndi Tartakovskij

### Trama
Il Generale Kenobi ed suoi soldati, a bordo delle speeder bike, si scontrano con il cacciatore di taglie Durge e le forze dei droidi del Clan Bancario Intergalattico.

## Capitolo 9
- Titolo originale: Chapter 9
- Diretto da: Dženndi Tartakovskij

### Trama
Il Generale Kenobi e gli ARC trooper fanno irruzione nella sede del Clan Bancario, ma Durge si dimostra inarrestabile, grazie al suo potere rigenerativo.

## Capitolo 10
- Titolo originale: Chapter 10
- Diretto da: Dženndi Tartakovskij

### Trama
Anakin si dimostra ancora una volta il miglior pilota stellare della galassia mentre combatte i combattenti Geonosiani sopra Muunilinst.

## Capitolo 11
- Titolo originale: Chapter 11
- Diretto da: Dženndi Tartakovskij

### Trama
Anakin insegue un misterioso pilota (Asajj Ventress) che pilota uno Starfighter Geonosiano e contro gli ordini di Obi-Wan, la insegue nell'iperspazio.

## Capitolo 12
- Titolo originale: Chapter 12
- Diretto da: Dženndi Tartakovskij

### Trama
Il giovane Paxi Sylo guarda come Mace Windu distrugge droidi da battaglia dei Separatisti su Dantooine.

## Capitolo 13
- Titolo originale: Chapter 13
- Diretto da: Dženndi Tartakovskij

### Trama
Dopo aver perso la sua spada laser, il Maestro Windu affronta con le sue mani i Super droidi da battaglia.

## Capitolo 14
- Titolo originale: Chapter 14
- Diretto da: Dženndi Tartakovskij

### Trama
Il tempio Jedi sacro Ilum viene attaccato da droidi camaleonti proprio quando la Padawan di Luminara Unduli, Barriss Offee, sta completando la sua formazione.

## Capitolo 15
- Titolo originale: Chapter 15
- Diretto da: Dženndi Tartakovskij

### Trama
Il Maestro Yoda, in viaggio sulla nave della Senatrice Amidala, convince il capitano Typho a fare una deviazione per Ilum per un'operazione di salvataggio.

## Capitolo 16
- Titolo originale: Chapter 16
- Diretto da: Dženndi Tartakovskij

### Trama
Padmé, preoccupata per il Maestro Yoda, viene attaccata dai droidi camaleonti. Per sua fortuna riuscirà a salvarsi grazie all'aiuto di C-3PO.

## Capitolo 17
- Titolo originale: Chapter 17
- Diretto da: Dženndi Tartakovskij

### Trama
Anakin ha seguito Asajj Ventress su Yavin 4. Anche se una squadra di cloni è stata inviata in soccorso di Anakin, dimostrano di non poter competere con Ventress.

## Capitolo 18
- Titolo originale: Chapter 18
- Diretto da: Dženndi Tartakovskij

### Trama
Durante il loro scontro, Ventress conduce Anakin attraverso le giungle di Yavin 4 e negli antichi templi Massassi, un tempo dimora di Exar Kun.

## Capitolo 19
- Titolo originale: Chapter 19
- Diretto da: Dženndi Tartakovskij

### Trama
Spinto sul ciglio di un dirupo, Anakin rischia di cedere al Lato Oscuro nel tentativo finale di sconfiggere Ventress.

## Capitolo 20
- Titolo originale: Chapter 20
- Diretto da: Dženndi Tartakovskij

### Trama
La Repubblica ha vinto la battaglia di Muunilist, ma corre la notizia di un droide generale a caccia di Jedi sul pianeta Hypori. Lì, un gruppo di Jedi costituito da Ki-Adi Mundi, Shaak Ti, K'Kruhk, Aayla Secura, Tarr Seirr e Sha'a Gi sono caduti nelle grinfie del formidabile Generale Grievous.

## Capitolo 21
- Titolo originale: Chapter 21
- Diretto da: Dženndi Tartakovskij

### Trama
Il Capitano Fordo e suoi soldati ARC vanno in salvataggio di Ki-Adi-Mundi, Aayla Secura e Shaak Ti da Grievous. Il Consiglio Jedi concede ad Anakin Skywalker il titolo di Cavaliere Jedi. In seguito la senatrice Amidala dona R2-D2 ad Anakin come co-pilota per il suo Jedi Interceptor.

## Capitolo 22
- Titolo originale: Chapter 22
- Diretto da: Dženndi Tartakovskij

### Trama
A guidare la Terza Armata della Repubblica, il generale Kenobi e il comandante Skywalker fanno saltare in aria un generatore di scudi su Bomis Korri IV. Nel frattempo, le forze separatiste si muovono nei pianeti dell'Orlo Esterno, come Kashyyyk, Orto e Bal'demnic. Mentre Darth Sidious è pronto a mettere in atto l'ultimo piano, Obi-Wan e Anakin sono inviati su Nilvaan, dove il giovane Skywalker interrompe un rito di passaggio di un giovane nativo sconfiggendo un gigante Horax.

## Capitolo 23
- Titolo originale: Chapter 23
- Diretto da: Dženndi Tartakovskij

### Trama
Coruscant viene attaccata dalle forze Seperatiste. Mace Windu prende il volo, mentre Yoda cavalca il suo Kybuck per difendere la città. Nel frattempo Saesee Tinn conduce le sue truppe in battaglia appena sopra l'atmosfera del pianeta. Su Nilvaan, Obi-Wan e Anakin si offrono volontari per prendere parte alla prova del fuoco.

## Capitolo 24
- Titolo originale: Chapter 24
- Diretto da: Dženndi Tartakovskij

### Trama
I Jedi Shaak Ti, Roron Corobb e Foul Moudama lottano per impedire che il Cancelliere Supremo Palpatine venga rapito dal Generale Grievous. Anakin scopre un laboratorio nascosto dove la Tecno Unione sta conducendo esperimenti di mutazione su guerrieri Nelvaan.

## Capitolo 25
- Titolo originale: Chapter 25
- Diretto da: Dženndi Tartakovskij

### Trama
Shaak Ti continua a lottare disperata contro le MagnaGuards di Grievous. Anakin, circondato dai guerrieri Nelvaan mutati, deve distruggere il cristallo geotermico che alimenta il generatore di sifone. Nonostante riesca a danneggiarne gli organi interni, Mace Windu non riesce a salvare Palpatine, che viene così portato via dal Generale Grievous. La fine di questo episodio segna l'inizio del film La vendetta dei Sith.